# 八剣浩太郎
八剣 浩太郎（やつるぎ こうたろう、1926年4月23日 - 2009年6月8日）は、日本の小説家。本名、岡田稔。北海道生まれ。明治大学卒。
教師や新聞記者を経て、文筆業に入る。江戸時代を舞台にした時代小説を書き、桔梗之介を主人公とする『孤剣奥の細道』以下の作品などがある。
2009年6月8日、胆管癌のため死去。

## 著作一覧

### 小説
- 枕ごよみ（1970年、東京文華社＜文華新書＞）
- 由兵衛犯科帖（1971年、東京文華社＜文華新書＞）
- 春色・奥の細道（1978年9月、双葉社＜双葉新書＞）
- 春色・奥の細道 part2（1982年4月、双葉社＜双葉新書＞）
- 大江戸艶魔伝（1987年6月、双葉社＜双葉新書＞）
- 大江戸閻魔帳（1991年2月、廣済堂出版＜廣済堂文庫＞、『大江戸艶魔伝』を改訂）
- 大江戸閻魔帳（1995年2月、廣済堂出版＜廣済堂文庫＞）
- 大江戸七変化（1991年7月、双葉社＜双葉新書＞）
- 大江戸逢魔帖（1992年2月、祥伝社＜ノン・ポシェット＞）
- 大江戸艶夜帖（1994年4月、祥伝社＜ノン・ポシェット＞）
- 大江戸百鬼伝（1994年5月、飛天出版＜飛天文庫＞）
- 大江戸盗艶伝（1994年9月、飛天出版＜飛天文庫＞、『由兵衛犯科帖』を改題）
- 大江戸愛怨伝（1994年12月、飛天出版＜飛天文庫＞）
- 大江戸情炎伝（1994年12月、祥伝社＜ノン・ポシェット＞）
- 大江戸紅蓮帳（1995年8月、廣済堂出版＜廣済堂文庫＞）
- 大江戸閨花帖（1995年10月、祥伝社＜ノン・ポシェット＞）
- 大江戸蓮華帳（1995年11月、廣済堂出版＜廣済堂文庫＞）
- 大江戸仇刃帖（1995年12月、祥伝社＜ノン・ポシェット＞）
- 大江戸悪女伝（1996年1月、廣済堂出版＜廣済堂文庫＞）
- 大江戸枕暦（1996年2月、飛天出版＜飛天文庫＞）
- 大江戸四十八帳（1998年6月、廣済堂出版＜廣済堂文庫＞）
- 大江戸犯科帳（1998年8月、廣済堂出版＜廣済堂文庫＞）
- 大江戸閨説法（1998年9月、青樹社＜青樹社文庫＞）
- 大江戸女犯帳（1999年3月、廣済堂出版＜廣済堂文庫＞）
- 大江戸忍秘帖（1999年7月、青樹社＜青樹社文庫＞）
- 大江戸艶魔帖（2000年2月、祥伝社＜祥伝社文庫＞）
- 孤剣風来伝（1989年11月、廣済堂出版＜廣済堂文庫＞）
- 孤剣奥の細道（1990年9月、廣済堂出版＜廣済堂文庫＞、『春色・奥の細道』を改訂）
- 孤剣奥の細道 続（1992年5月、廣済堂出版＜廣済堂文庫＞、『春色・奥の細道 part2』を改訂）
- 孤剣木曽街道（1993年3月、廣済堂出版＜廣済堂文庫＞）
- 孤剣九州街道（1993年11月、廣済堂出版＜廣済堂文庫＞）
- 孤剣九州街道（1993年12月、廣済堂出版＜廣済堂文庫＞）
- 孤剣東海道（1994年8月、廣済堂出版＜廣済堂文庫＞）
- 孤剣山陰道（1994年11月、廣済堂出版＜廣済堂文庫＞）
- 秘艶枕草子（1991年1月、青樹社＜青樹社文庫＞）
- 仇枕浮世草子（1995年5月、飛天出版＜飛天文庫＞）
- 平安秘艶帳（1998年3月、廣済堂出版＜廣済堂文庫＞）
- 浮かぶ瀬もなし（1998年7月、徳間書店＜徳間文庫＞）
- 隠密目明し 笧（）参次郎（2001年1月、勁文社＜ケイブンシャ文庫＞）
- 用心棒風来剣（2005年2月、5月、廣済堂出版＜廣済堂文庫＞）

### その他
- 人間源義経（1966年、久保書店）
- 時代考証百科（1975年、新人物往来社）
- 奇伝江戸人物誌（1979年1月、新人物往来社）

### 漫画原作
- 寝盗り由兵衛（作画・ケン月影）